# Spelaeoecia
Spelaeoecia is een geslacht van kreeftachtigen uit de klasse van de Ostracoda (mosselkreeftjes).

## Soorten
- Spelaeoecia barri Kornicker in Kornicker & Barr, 1997
- Spelaeoecia bermudensis Angel & Iliffe, 1987
- Spelaeoecia capax Kornicker in Kornicker, Yager & Williams, 1990
- Spelaeoecia cubensis Kornicker & Yager, 1996
- Spelaeoecia hox Kornicker, Iliffe & Harrison-Nelson, 2007
- Spelaeoecia jamaicensis Kornicker & Iliffe, 1992
- Spelaeoecia mayan Kornicker & Iliffe, 1998
- Spelaeoecia parkeri Kornicker, Iliffe & Harrison-Nelson, 2002
- Spelaeoecia sagax Kornicker in Kornicker, Yager & Williams, 1990
- Spelaeoecia saturno Kornicker & Yager, 2002
- Spelaeoecia styx Kornicker in Kornicker, Yager & Williams, 1990